# .ky
.ky to domena internetowa przypisana dla stron internetowych z Kajmanów. Domena ta nie należy do najczęściej używanych, ponieważ lokalni użytkownicy o wiele częściej korzystają z domen .com lub .net.
Przykładowymi domenami Kajmanów jest np. www.gov.ky – strona rządu Kajmanów lub 
www.caymanislands.ky – strona poświęcona turystyce na Kajmanach. 